# Natalia Pakulska
Natalia Pakulska (Brześć Kujawski, 27 novembre 1991) è una calciatrice polacca, centrocampista del Medyk Konin.

## Palmarès

### Club
- Campionato polacco: 3

Medyk Konin: 2013-2014, 2014-2015, 2015-2016
- Coppa di Polonia femminile: 3

Medyk Konin: 2012-2013, 2014-2015, 2015-2016